# Marbertshofen
Marbertshofen ist ein Gemeindeteil des Marktes Lauterhofen im Landkreis Neumarkt in der Oberpfalz. Es handelt sich um einen Weiler mit drei Häusern.
Kirchlich gehört Marbertshofen zur Pfarrei Lauterhofen im Dekanat Habsberg.
Am 1. Juli 1972 wurde Brunn mit seinen Gemeindeteilen Fischermühle, Hadermühle, Hansmühle, Inzenhof, Marbertshofen, Niesaß und Schweibach nach Lauterhofen eingemeindet, während die weiteren Ortsteile Bärnhof, Brünnthal und Mennersberg nach Kastl eingemeindet wurden.